# Боом, Ульрих
Ульрих Боом (нем. Ulrich Boom) (* Альштетте, Северный Рейн-Вестфалия) — католический викарный епископ Вюрцбурга.

## Биография
Ульрих Бум учился в католической начальной школе родного Альштетте с 1954 по 1958 год, а затем до 1964 года в Александро-Гегиус-гимназии Ахауса. С 1964 по 1967 год обучался по специальности «чертёжник» в Гронау (Вестфалия), а затем работал по этой профессии до 1968 года; с 1966 по 1969 год он также учился в профессиональном колледже в Косфельде. С 1969 по 1971 год он учился в колледже Оверберга в Мюнстере, где получил диплом об окончании средней школы со вторым образованием.
С 1972 года Боом изучал католическую теологию и философию в Вестфальском университете имени Вильгельма в Мюнстере, в Университете Людвига-Максимилиана в Мюнхене (дополнительный курс по истории христианского искусства) и в Университете Юлиуса-Максимилиана в Вюрцбурге. В 1980 году поступил в семинарию в Вюрцбурге.
27 июля 1983 года епископ Вюрцбурга Пауль Вернер Шееле рукоположил Боома в сан диакона; 25 февраля 1984 года этот же епископ рукоположил Боома в священническимй сан в соборе Святого Килиана в Вюрцбурге. Затем он два месяца служил капелланом в приходской церкви святых апостолов Петра и Павла в Швайнфурте, а с 1984 по 1986 год — в Баунахе. 1 января 1987 года он был назначен настоятелем прихода, а 1 сентября того же года — пастором во Фраммерсбахе. С 1990 по 2000 год Боом служил деканом деканата в Лоре-на-Майне, а с 1992 по 2000 год — членом епархиального пастырского совета. С 1993 года он исполнял контрольные функции над приходом Святой Феклы в Хабихштале, а с 1998 года — над приходом Партенштайна. В 1996 году Боом избирается в правление Немецкой ассоциации катехизаторов, а с 2003 года и является заместителем председателя.
В 2000 году он назначается пастором в Мильтенберге, а с 10 января 2006 года настоятелем в Бюргштадте. Будучи пастором Мильтенберга, он добился национальной известности, когда 22 июля 2006 года у него звенели колокола церкви Святого Иакова в Мильтенберге в течение 20 минут, что предотвратило митинг праворадикальной молодежной организации НДПГ. За это ему была присуждена «Ашаффенбургская премия Мужества».
6 декабря 2008 года Папа Римский Бенедикт XVI назначил его титульным епископом Суллектума и викарным епископом Вюрцбурга. Епископское рукоположение было проведено епархиальным епископом Вюрцбурга Фридхельмом Хофманном 25 января 2009 года в Вюрцбургском соборе. Старшему епископу сослужили Пауль-Вернер Шееле и Гельмут Бауэр.
В Немецкой Епископской Конференции Боом является членом пастырской комиссии, литургической комиссии и комиссии по образованию и школе. С 2009 года он также является председателем католической рабочей подгруппы межконфессиональной Ассоциации экуменических песнопений.
После того как 21 сентября 2017 года Фридхельм Хофманн ушёл на покой, общим собранием клириков Вюрцбургского собора Ульрих Боом избран епархиальным администратором (временно исполняющим обязанности епархиального епископа).

## Епископский герб

Герб епископа Ульриха Боома

Герб разделен чёрными линиями на четыре поля:
- Верхнее левое поле: стилизованное изображение красной линией сердца на серебряном (белом) фоне. Означает членство в священнической общине Шарля де Фуко.
- Верхнее правое поле: три горизонтальные полосы, крайние из которых имеют золотой цвет и средняя — красный. Это цвета герба епархии Мюнстера, на территории которого родился Ульрих Боом.
- Нижнее левое поле: три белых пика (вершины) на красном фоне. Это герб бывшего герцогства Франкония и современной епархии Вюрцбурга.
- Нижнее правое поле: красно белая морская раковина на красном фоне. Раковина — символ паломничества по Пути Святого Иакова в Сантьяго-де-Компостела.

Девиз епископа Боома: Gratia — Caritas — Communio (благодать — любовь — общение) взят из благословения во 2-м Послании Павла к Коринфянам (2 Кор. 13:13).